# N-636
La carretera nacional 636 puede referirse a dos vías terrestres españolas:
- La primera comunica la autovía de acceso a Santander S-10 con el Aeropuerto de Santander. Esta carretera es de doble sentido y un carril para cada sentido de circulación y su longitud es de aproximadamente 1 km.

- La segunda corresponde a la carretera de Beasáin a Durango por Campázar, perteneciente a la red de Interés Preferente del País Vasco y gestionada por la Diputación Foral de Bizkaia y la Diputación Foral de Guipúzcoa en sus respectivos territorios.

- Datos: Q6036753